# Urogymnus polylepis
A Urogymnus polylepis (também amplamente conhecida pelo sinônimo Himantura chaophraya) é uma espécie de arraia da família Dasyatidae. É encontrada em grandes rios e estuários no Sudeste Asiático e em Bornéu, embora historicamente possa ter sido mais amplamente distribuída no sul e no sudeste da Ásia. O peixe de água doce mais largo e a maior arraia do mundo, essa espécie cresce até 2,2 m de diâmetro e pode ultrapassar 300 kg de peso. Ela tem um disco de nadadeira peitoral relativamente fino e oval, mais largo anteriormente, e um focinho bem pontudo com uma ponta saliente. Sua cauda é fina e semelhante a um chicote, sem dobras nas nadadeiras. Essa espécie é uniformemente marrom-acinzentada na parte superior e branca na parte inferior; a parte inferior das nadadeiras peitorais e pélvicas apresenta faixas largas e escuras distintas em suas margens posteriores.
A Urogymnus polylepis, que vive no fundo do mar, habita áreas arenosas ou lamacentas e se alimenta de pequenos peixes e invertebrados. As fêmeas dão à luz ninhadas de um a quatro filhotes, que são sustentados até o fim pelo histotrofo (“leite uterino”) produzido pela mãe. Essa espécie enfrenta forte pressão de pesca para consumo de carne, recreação e exibição em aquários, bem como extensa destruição e fragmentação do habitat. Essas forças resultaram em declínios populacionais substanciais, pelo menos na região central da Tailândia e no Camboja. Como resultado, a União Internacional para a Conservação da Natureza (IUCN) classificou a Urogymnus polylepis como espécie em perigo de extinção.

## Taxonomia e filogenia
A primeira descrição científica da Urogymnus polylepis foi feita pelo ictiólogo holandês Pieter Bleeker em um volume de 1852 da revista científica Verhandelingen van het Bataviaasch Genootschap van Kunsten en Wetenschappen. Seu relato foi baseado em um espécime juvenil de 30 cm de diâmetro, coletado em Jacarta, na Indonésia. Bleeker batizou a nova espécie de polylepis, do grego antigo poly (“muitos”) e lepis (“escamas”), e a atribuiu ao gênero Trygon (agora um sinônimo de Dasyatis). No entanto, nos anos seguintes, a descrição de Bleeker foi amplamente ignorada e, em 1990, a Urogymnus polylepis foi descrita novamente por Supap Monkolprasit e Tyson R. Roberts [en] em uma edição do Japanese Journal of Ichthyology, que lhe deram o nome de Himantura chaophraya, que passou a ser amplamente utilizado. Em 2008, Peter Last e B. Mabel Manjaji-Matsumoto confirmaram que T. polylepis e H. chaophraya se referem à mesma espécie e, como o nome de Bleeker foi publicado antes, o nome científico da Urogymnus polylepis passou a ser Himantura polylepis.
Há um complexo específico de arraias de água doce e estuarinas semelhantes no sul da Ásia, sudeste da Ásia e Australásia que são ou foram tentativamente identificadas com a U. polylepis. Os Urogymnus de água doce australianos foram descritos como uma espécie separada, Urogymnus dalyensis, em 2008. Os Urogymnus de água doce da Nova Guiné são provavelmente U. dalyensis e não U. polylepis, embora a confirmação aguarde um estudo mais aprofundado. O Trygon fluviatilis da Índia, descrito por Nelson Annandale [en] em 1909, é muito parecido e pode ser conspecífico do U. polylepis. Por outro lado, a comparação de sequências de DNA e aminoácidos da Urogymnus polylepis entre a Índia e a Tailândia revelou diferenças significativas. Por fim, são necessárias pesquisas adicionais para avaliar o grau de divergência entre as populações de U. polylepis que habitam várias bacias hidrográficas ao longo de sua distribuição, de modo a determinar se é necessária uma maior diferenciação taxonômica.
Em termos de relações evolutivas mais amplas entre a Urogymnus polylepis e o restante da família Dasyatidae, uma análise filogenética de 2012 com base no DNA mitocondrial relatou que ela estava mais intimamente relacionada à Urogymnus asperrimus e que, por sua vez, formava um clado com a  Urogymnus granulatus e a  Urogymnus lobistoma. Essa descoberta contribui para um consenso crescente de que o gênero Himantura é parafilético.

## Descrição

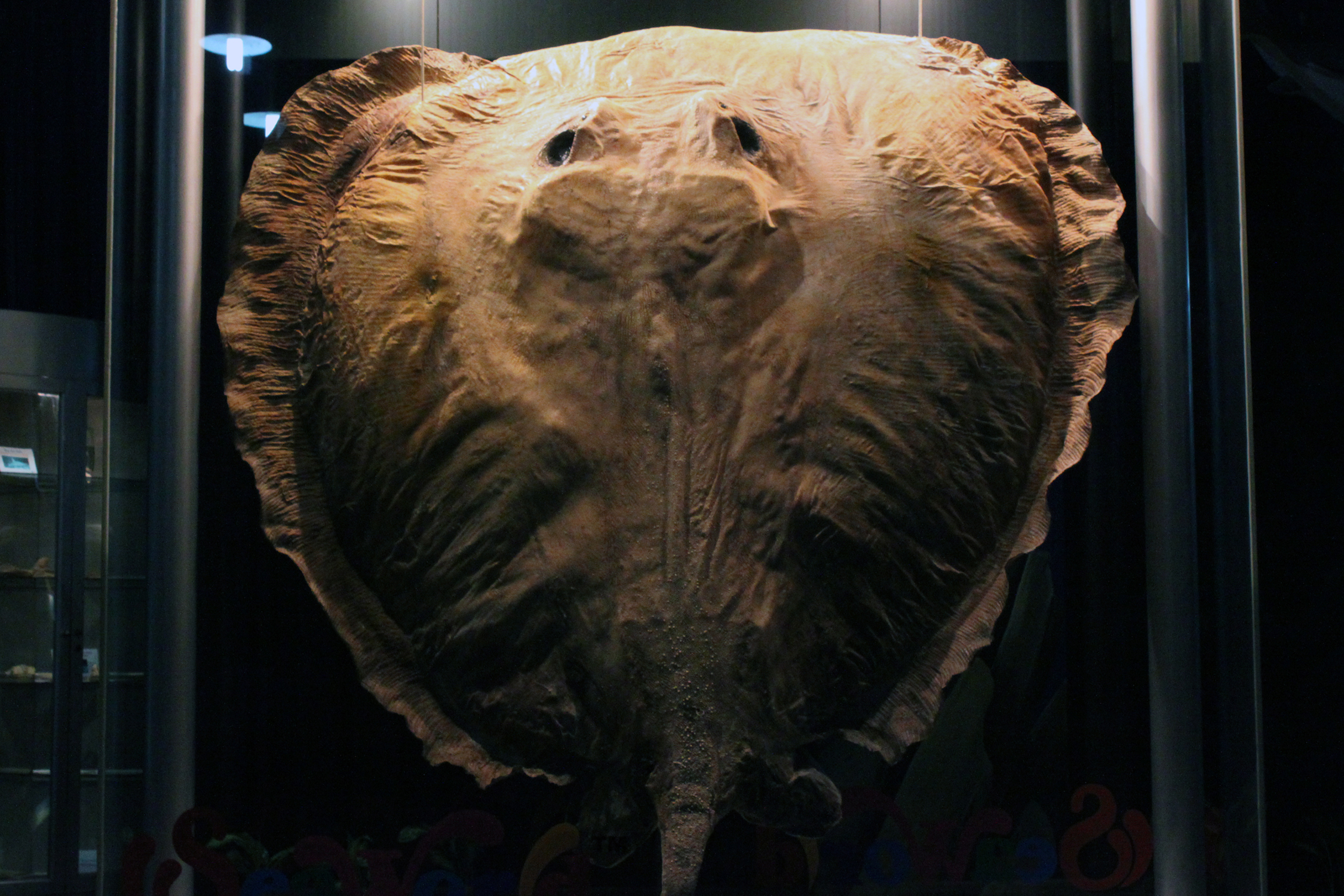
Urogymnus polylepis preservada, mostrando o formato característico de seu disco.

A Urogymnus polylepis tem um disco de nadadeira peitoral fino e oval, um pouco mais longo do que largo e mais largo na frente. O focinho alongado tem uma base larga e uma ponta bem pontiaguda que se projeta além do disco. Os olhos são minúsculos e bem espaçados; atrás deles há grandes espiráculos. Entre as narinas há uma cortina curta de pele com uma margem posterior finamente franjada. A boca pequena forma um arco suave e contém de quatro a sete papilas (duas a quatro grandes no centro e uma a quatro pequenas nas laterais) no assoalho. Os dentes pequenos e arredondados estão dispostos em faixas semelhantes a pavimentos. Há cinco pares de fendas branquiais no lado ventral do disco. As nadadeiras pélvicas são pequenas e finas; os machos maduros têm cláspers relativamente grandes.
A cauda fina e cilíndrica mede de 1,8 a 2,5 vezes o comprimento do disco e não possui dobras nas nadadeiras. Um único espinho serrilhado de ferrão está posicionado na superfície superior da cauda, próximo à base. Com até 38 cm de comprimento, o espinho é o maior de qualquer espécie de arraia. Há uma faixa de tubérculos em forma de coração na superfície superior do disco que se estende de antes dos olhos até a base do ferrão; há também uma fileira na linha média de quatro a seis tubérculos aumentados no centro do disco. O restante da superfície superior do disco é coberto por pequenos dentículos granulares, e a cauda é coberta por espinhos afiados após o ferrão. Essa espécie é marrom-acinzentada na parte superior, geralmente com uma coloração amarelada ou rosada nas margens das nadadeiras; durante a vida, a pele é revestida por uma camada de muco marrom-escuro. A parte inferior é branca com faixas escuras largas, com pequenas manchas, nas margens das nadadeiras peitorais e pélvicas. A cauda é preta atrás da coluna vertebral. A Urogymnus polylepis atinge pelo menos 1,9 m de largura e 5 m de comprimento. Com relatos dos rios Mecom e Chao Phraya de indivíduos pesando de 500 a 600 kg, mas não é impossível que sejam 1.500 kg ou até 2.000 kg, ela está entre os maiores peixes de água doce do mundo.
Em junho de 2022, foi relatado que um espécime capturado no rio Mecom havia quebrado o recorde de maior peixe de água doce estrito já documentado (as maiores espécies de esturjão podem exceder em muito esse tamanho, mas são anádromos). O indivíduo pesava 300 kg e tinha 3,98 m de comprimento e 2,2 m de largura.

## Distribuição e habitat
A Urogymnus polylepis é conhecida por habitar vários rios grandes e estuários associados na Indochina e em Bornéu. Na Indochina, ela ocorre no rio Mecom, potencialmente até o distrito de Chiang Khong [en], na Tailândia, bem como nos rios Chao Phraya, Nan,  Mae Klong,  Bang Pakong e Tapi [en], também encontrada em Bueng Boraphet [en], mas agora completamente extinta. Em Bornéu, essa espécie é encontrada no rio Mahakam [en], em Calimantã, e nos rios  Kinabatangan e Buket, em Sabá; segundo informações, ela é comum no rio Kinabatangan, mas é capturada com pouca frequência. Embora também tenha sido relatada em Sarauaque, pesquisas nos últimos 25 anos não a encontraram lá. Em outras partes da região, pesquisas recentes em rios de Java não registraram sua presença, apesar de a ilha ser a localidade do holótipo da espécie.
Registros históricos do rio Ganges, na Índia, e do Golfo de Bengala, como Trygon fluviatilis, são possivelmente  Himantura fluviatilis, embora tenha sido confirmada sua presença nos rios Kaladan e Mayu [en], em Myanmar, em 2022.
Populações disjuntas da Urogymnus polylepis em drenagens fluviais separadas provavelmente estão isoladas umas das outras; embora a espécie ocorra em ambientes de água salobra, não há evidências de que ela cruze águas marinhas. Essa é uma espécie que vive no fundo do mar e prefere um habitat arenoso ou lamacento. Inesperadamente, às vezes ela pode ser encontrada perto de áreas urbanas densamente povoadas.

## Biologia e ecologia
A dieta da Urogymnus polylepis consiste em pequenos peixes bentônicos e invertebrados, como crustáceos e moluscos, que ela consegue detectar usando suas ampolas de Lorenzini (eletrorreceptivas). Os indivíduos podem ser vistos com frequência na margem do rio, possivelmente se alimentando de minhocas. Os parasitas documentados nessa espécie incluem as tênias (subclasse Eucestoda) Acanthobothrium asnihae, A. etini, A. masnihae, A. saliki, A. zainali, Rhinebothrium abaiensis, R. kinabatanganensis e R. megacanthophallus. A Urogymnus polylepis é vivípara, com os embriões em desenvolvimento nutridos inicialmente pelo vitelo e depois pelo histotrofo (“leite uterino”) fornecido pela mãe. Essa espécie não parece ser diádroma (migrando entre água doce e salgada para completar seu ciclo de vida). O tamanho das ninhadas observadas varia de um a quatro filhotes; os recém-nascidos medem cerca de 30 cm de diâmetro. As fêmeas grávidas são frequentemente encontradas em estuários, que podem servir como áreas de berçário. Os machos atingem a maturidade sexual com aproximadamente 1,1 m de diâmetro; o tamanho da maturação sexual da fêmea e outros detalhes do histórico de vida são desconhecidos.

## Interação com os seres humanos

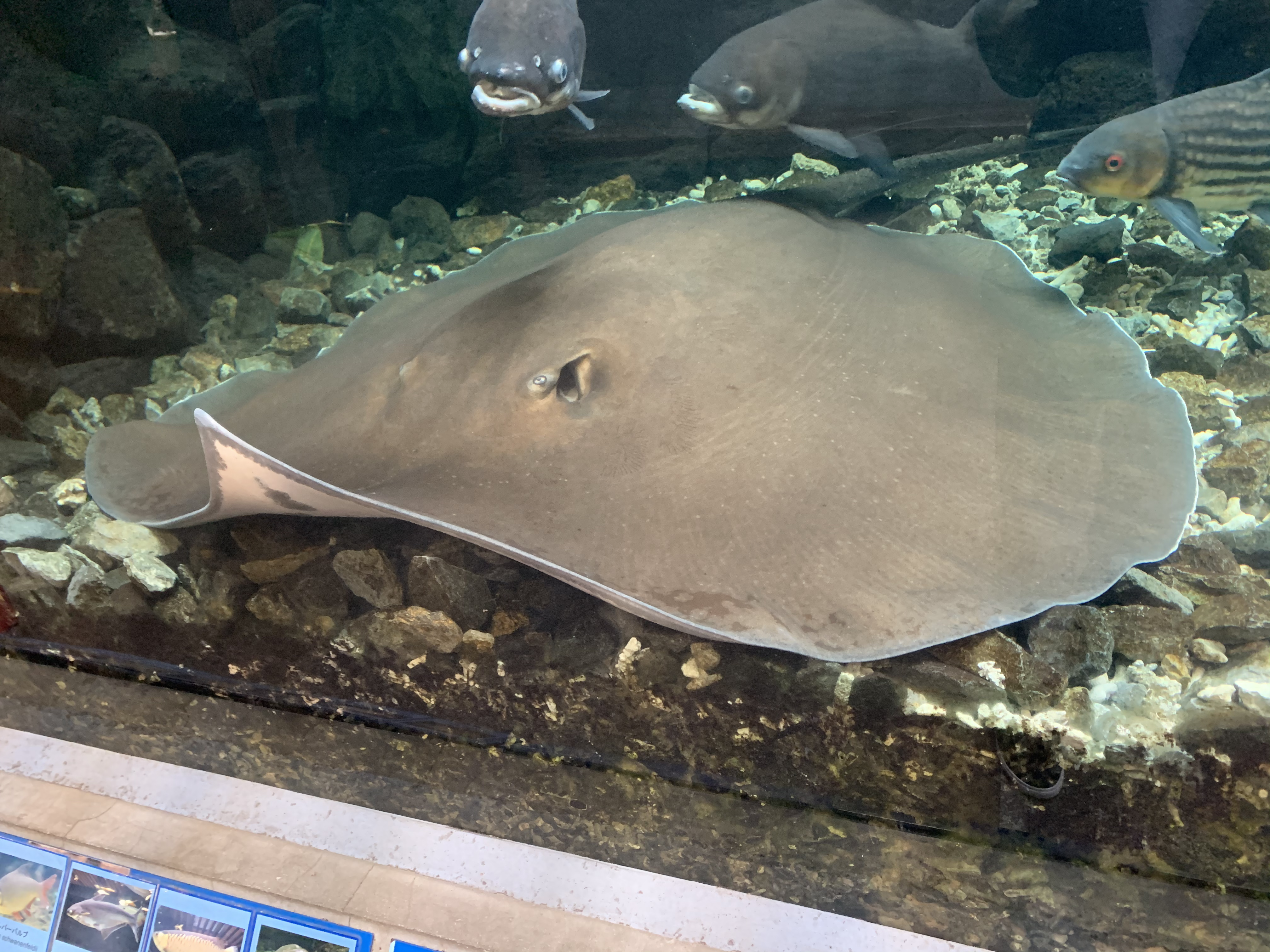
Arraias em exposição no aquário.

A Urogymnus polylepis não é agressiva, mas seu ferrão é revestido de muco tóxico e é capaz de perfurar ossos. Em toda a sua área de distribuição, essa espécie é capturada como fauna acompanhante por pescadores artesanais que usam palangres e, em menor escala, redes de emalhar e armadilhas para peixes. Ela tem a fama de ser difícil e demorada de capturar; uma arraia fisgada pode se enterrar sob grandes quantidades de lama, tornando-se quase impossível de levantar, ou arrastar barcos por distâncias substanciais ou debaixo d'água. A carne e a cartilagem são usadas; espécimes grandes são cortados em pedaços de um quilo para venda. Os adultos que não são usados como alimento são frequentemente mortos ou mutilados por pescadores. Nos rios Mae Klong e Bang Pakong, a Urogymnus polylepis também é cada vez mais visada por pescadores esportivos e para exibição em aquários públicos. Essas tendências representam preocupações de conservação; a primeira, porque a captura e a soltura não são praticadas universalmente e a taxa de sobrevivência pós-soltura é desconhecida; a segunda, porque essa espécie não sobrevive bem em cativeiro.
As principais ameaças à Urogymnus polylepis são a pesca predatória e a destruição do habitat resultante do desmatamento, do desenvolvimento da terra e do represamento. A construção de barragens também fragmenta a população, reduzindo a diversidade genética e aumentando a suscetibilidade das subpopulações resultantes à extinção. Devido à sua baixa taxa de reprodução, a Urogymnus polylepis não é resistente às pressões antropogênicas. Na região central da Tailândia e no Camboja, estima-se que a população tenha sofrido uma redução de 30 a 50% nos últimos 20 a 30 anos, com declínios tão graves quanto 95% em alguns locais. O tamanho das arraias capturadas também diminuiu significativamente; por exemplo, no Camboja, o peso médio de uma arraia desembarcada caiu de 23,2 kg em 1980 para 6,9 kg em 2006. A situação das populações em outras áreas, como Bornéu, é amplamente desconhecida. Como resultado dos declínios documentados, a União Internacional para a Conservação da Natureza (IUCN) avaliou essa espécie como em perigo de extinção em geral e como em perigo crítico na Tailândia. Na década de 1990, o governo tailandês iniciou um programa de reprodução em cativeiro [en] em Chai Nat [en] para reforçar a população dessa e de outras espécies de arraias de água doce até que a questão da degradação do habitat possa ser resolvida. Entretanto, em 1996, o programa foi suspenso.